# Gentiana caelestis
Gentiana caelestis là một loài thực vật có hoa trong họ Long đởm. Loài này được (C.Marquand) Harry Sm. mô tả khoa học đầu tiên năm 1936.